# Sebastian Szymański
Sebastian Szymański (sinh ngày 10 tháng 5 năm 1999) là một cầu thủ bóng đá chuyên nghiệp người Ba Lan thi đấu ở vị trí tiền vệ cho câu lạc bộ Eredivisie Feyenoord theo dạng cho mượn từ Dynamo Moscow và đội tuyển quốc gia Ba Lan.

## Thống kê sự nghiệp

### Câu lạc bộ
Tính đến ngày 13 tháng 11 năm 2022
| Club            | Season       | League                 | League | League | Cup  | Cup   | Europe | Europe | Other | Other | Total | Total |
| Club            | Season       | Division               | Apps   | Goals  | Apps | Goals | Apps   | Goals  | Apps  | Goals | Apps  | Goals |
| --------------- | ------------ | ---------------------- | ------ | ------ | ---- | ----- | ------ | ------ | ----- | ----- | ----- | ----- |
| Legia Warsaw II | 2015–16      | III liga               | 12     | 1      | —    | —     | —      | —      | —     | —     | 12    | 1     |
| Legia Warsaw II | 2016–17      | III liga               | 9      | 2      | —    | —     | —      | —      | —     | —     | 9     | 2     |
| Legia Warsaw II | 2017–18      | III liga               | 2      | 2      | —    | —     | —      | —      | —     | —     | 2     | 2     |
| Legia Warsaw II | Total        | Total                  | 23     | 5      | —    | —     | —      | —      | —     | —     | 23    | 5     |
| Legia Warsaw    | 2016–17      | Ekstraklasa            | 10     | 1      | 0    | 0     | 0      | 0      | 1     | 0     | 11    | 1     |
| Legia Warsaw    | 2017–18      | Ekstraklasa            | 21     | 4      | 6    | 3     | 5      | 1      | 1     | 0     | 33    | 8     |
| Legia Warsaw    | 2018–19      | Ekstraklasa            | 34     | 2      | 3    | 0     | 4      | 0      | 1     | 0     | 42    | 2     |
| Legia Warsaw    | Total        | Total                  | 65     | 7      | 9    | 3     | 9      | 1      | 3     | 0     | 86    | 11    |
| Dynamo Moscow   | 2019–20      | Russian Premier League | 22     | 1      | 1    | 0     | —      | —      | —     | —     | 23    | 1     |
| Dynamo Moscow   | 2020–21      | Russian Premier League | 28     | 1      | 2    | 0     | 1      | 0      | —     | —     | 31    | 1     |
| Dynamo Moscow   | 2021–22      | Russian Premier League | 27     | 6      | 5    | 0     | —      | —      | —     | —     | 32    | 6     |
| Dynamo Moscow   | Total        | Total                  | 77     | 8      | 8    | 0     | 1      | 0      | 0     | 0     | 86    | 8     |
| Feyenoord       | 2022–23      | Eredivisie             | 13     | 6      | 0    | 0     | 5      | 1      | —     | —     | 18    | 7     |
| Career total    | Career total | Career total           | 176    | 25     | 17   | 3     | 13     | 2      | 3     | 0     | 213   | 31    |

1. ↑  Includes Polish Super Cup

### Đội tuyển quốc gia
Tính đến ngày 26 tháng 3 năm 2024
| Đội tuyển quốc gia | Năm       | Trận | Bàn |
| ------------------ | --------- | ---- | --- |
| Ba Lan             | 2019      | 5    | 1   |
| Ba Lan             | 2020      | 5    | 0   |
| Ba Lan             | 2021      | 1    | 0   |
| Ba Lan             | 2022      | 9    | 0   |
| Ba Lan             | 2023      | 10   | 1   |
| Ba Lan             | 2024      | 2    | 1   |
| Tổng cộng          | Tổng cộng | 32   | 3   |

Bàn thắng và kết quả của Ba Lan được để trước.
| # | Ngày                 | Địa điểm                              | Đối thủ        | Bàn thắng | Kết quả | Giải đấu                 |
| - | -------------------- | ------------------------------------- | -------------- | --------- | ------- | ------------------------ |
| 1 | 19 tháng 11 năm 2019 | Sân vận động quốc gia, Warsaw, Ba Lan | Slovenia       | 1–0       | 3–2     | Vòng loại UEFA Euro 2020 |
| 2 | 12 tháng 10 năm 2023 | Tórsvøllur, Tórshavn, Quần đảo Faroe  | Quần đảo Faroe | 1–0       | 2–0     | Vòng loại UEFA Euro 2024 |
| 3 | 21 tháng 3 năm 2024  | Sân vận động quốc gia, Warsaw, Ba Lan | Estonia        | 5–0       | 5–1     | Vòng loại UEFA Euro 2024 |